# Colpo grosso (singolo)
Colpo Grosso è un singolo del rapper greco Snik, del rapper italiano Capo Plaza, del rapper albanese Noizy e del rapper italiano Gué Pequeno, pubblicato il 18 ottobre 2019.

## Video musicale
Il video, diretto da Mosquito, è stato reso disponibile in concomitanza con il lancio del singolo attraverso il canale YouTube di Snik.

## Classifiche
| Classifica (2019) | Posizione massima |
| ----------------- | ----------------- |
| Grecia            | 1                 |